# ورق‌های چهاررنگ
| نمونه | ♣     | ♦      | ♥      | ♠        |
| --- | ----- | ------ | ------ | -------- |
| دسته‌ ورق‌های پوکر چهاررنگ انگلیسی از پیک سیاه، گشنیز سبز، دل قرمز و خشت آبی استفاده می‌کنند. (Caro, Multicolor, Avonmore, Copag, Modiano) | سبز   | آبی    | قرمز   | سیاه     |
| دسته‌ ورق‌های اسکات چهاررنگ آلمانی از گشنیز سیاه، پیک سبز، دل قرمز و خشت زرد استفاده می‌کنند.                                              | سیاه  | زرد    | قرمز   | سبز      |
| دسته‌ ورق‌های بریج چهاررنگ انگلیسی از پیک سیاه، دل قرمز، خشت نارنجی و گشنیز بنفش استفاده می‌کنند.                                          | بنفش  | نارنجی | قرمز   | سیاه     |
| (American Centennial, Mauger) | آبی   | زرد    | قرمز   | سیاه     |
| | سبز   | نارنجی | قرمز   | سیاه     |
| دسته‌ ورق بریج بدون خطای Seminole Wars با پیک آبی، دل قرمز، خشت نارنجی-زرد و گشنیز سبز. (Humphreys, Spectrum, Hesslers)                  | سبز   | زرد    | قرمز   | آبی      |
| بریج (Avoid) | صورتی | نارنجی | قرمز   | سیاه     |
| دسته‌ ورق Summer Color (بریج) | صورتی | زرد    | نارنجی | فیروزه‌ای |

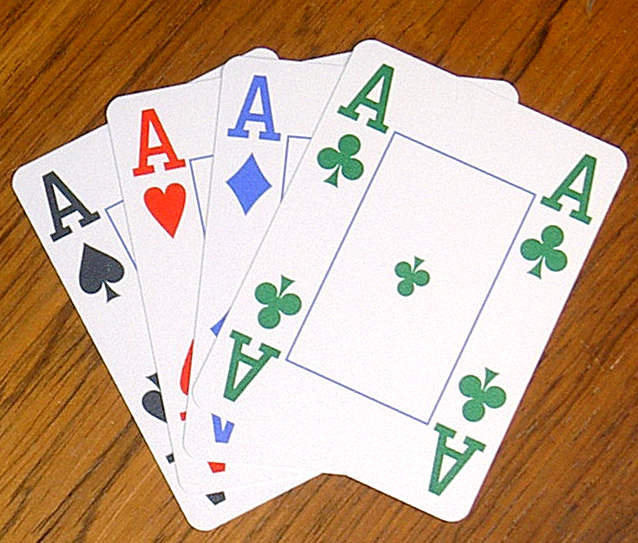
یک دسته‌ ورق چهاررنگ با طرح رنگی رایج در پوکر

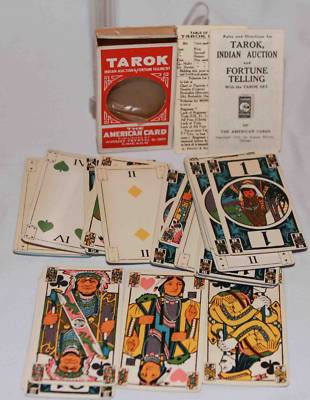
دسته‌ ورق تاروت توسط Petrtyl & Son

ورق‌های چهاررنگ (انگلیسی: Four-color deck) یک دسته ورق بازی است که مشابه دسته‌ورق استاندارد فرانسوی است، با این تفاوت که رنگ هر چهار خال با یکدیگر متفاوت است. در یک دسته کارت چهاررنگ انگلیسی معمولی، دل‌ها قرمز و پیک‌ها سیاه هستند (مانند دسته کارت استاندارد)، اما گشنیزها سبز و خشت‌ها آبی هستند. با این حال، در طول قرن‌ها، ترکیب‌های رنگی دیگری نیز در مناطق دیگر یا برای بازی‌های خاص استفاده شده است.
ورق‌های چهار رنگ برای بازی‌هایی مانند بریج و اسکات مناسب است و در بین بازیکنان پوکر نیز محبوبیت پیدا کرده است. بسیاری از بازیکنان معتقدند که استفاده از دسته‌ورق چهاررنگ، تشخیص خال‌ها را هنگام مشاهده روی نمایشگر رایانه آسان‌تر می‌کند. به همین دلیل، اکثر سایت‌های پوکر آنلاین گزینه‌ای را برای بازیکنان فراهم می‌کنند تا از دسته کارت‌های چهار رنگ استفاده کنند.
برخی از دلایل استفاده از دسته‌ورق چهاررنگ عبارتند از:
- افزایش وضوح: رنگ‌های مختلف به بازیکنان کمک می‌کند تا خال‌ها را سریع‌تر و آسان‌تر از یکدیگر تشخیص دهند. این امر به ویژه در هنگام بازی آنلاین یا در تلویزیون که کارت‌ها کوچک هستند، مفید است.
- کاهش خطا: با متمایز بودن رنگ هر خال، احتمال اشتباه گرفتن خال‌ها کاهش می‌یابد.
- زیبایی بصری: دسته کارت‌های چهار رنگ جذاب‌تر از دسته کارت‌های استاندارد هستند و می‌توانند تجربه بازی را لذت‌بخش‌تر کنند.

## ورق‌های بدون خطا
دسته‌ورق‌های چهاررنگ که برای بازی‌های حقه‌بازی مثل بریج، ویست یا جاس ساخته شده‌اند، اغلب دسته ورق‌های بدون خطا نامیده می‌شوند. این دسته ورق‌ها احتمال اشتباه بازیکن در بازی کردن کارت اشتباه را کاهش می‌دهند. در طول قرن بیستم، ده‌ها تولیدکننده، دسته ورق‌های چهاررنگ را برای بازی بریج تولید کردند و این کار همچنان ادامه دارد.
اولین نمونه این ورق‌ها در آمریکا، «دسته‌ورق جنگ‌های سمینول» نام داشت که در سال ۱۸۱۹ توسط جی. وای. هامفریس ساخته شد. این دسته ورق، چهار خال رنگی داشت: پیک آبی، گشنیز سبز، دل قرمز و خشت زرد.
در بازی آلمانی اسکات، از دهه ۱۹۹۰ به بعد، در مسابقات رسمی از یک دسته ورق بدون خطا به نام Turnierbild استفاده می‌شود. در این دسته ورق، پیک‌ها سبز و خشت‌ها زرد هستند، در حالی که گشنیزها و دل‌ها به ترتیب سیاه و قرمز باقی می‌مانند. این ترتیب رنگ‌ها نشان‌دهنده ترتیب خال‌ها در این بازی است: گشنیز، پیک، دل، خشت. این انتخاب رنگ، برای بازیکنانی است که خال‌های آلمانی (برگ و زنگ) را به خال‌های فرانسوی ترجیح می‌دهند.
در سال ۱۹۲۲، آگوست پتریل و پسرش یک دسته‌ورق تاروت با گشنیزهای سیاه، خشت‌های زرد، دل‌های صورتی و پیک‌های سبز در آمریکا تولید کردند. این دسته ورق در دو نسخه ۷۸ کارتی و ۵۴ کارتی عرضه شد. نسخه کوچک‌تر، ساختاری مشابه دسته ورق‌های Industrie und Glück دارد، زیرا برای بازی Königrufen طراحی شده بود.
هدف اصلی از ایجاد دسته ورق‌های چهاررنگ، جلوگیری از اشتباه در تشخیص خال‌هاست، به خصوص در بازی‌هایی که دنبال کردن خال رهبر بازی الزامی است. برای این کار، معمولاً رنگ یک خال سیاه و یک خال قرمز را تغییر می‌دهند. در گذشته، خشت‌ها را زرد یا نارنجی و گشنیزها را سبز می‌کردند، اما امروزه خشت‌ها را بیشتر آبی می‌کنند. در طول زمان، تغییرات رنگی دیگری هم استفاده شده است.
اگرچه تغییر رنگ رایج‌ترین روش است، روش‌های دیگری هم برای جلوگیری از اشتباه وجود دارد. به عنوان مثال:
- در سال ۱۹۰۶، شرکت ویلیس دبلیو. راسل، دسته ورق‌هایی با نام‌های "Russell's Regulars", "Regents" و "Recruits" تولید کرد که در آن‌ها مرکز پیک‌ها و دل‌ها سایه‌دار بود و نماد خال‌ها فقط به صورت خطوط کلی مشخص شده بودند.
- در سال ۱۹۲۶، شرکت Le Febure دسته ورق "Nufashion" را تولید کرد که در آن مرکز خشت‌ها و گشنیزها خالی بود.
- در سال ۱۹۳۶، جان وادینگتون از لندن، دسته ورق‌هایی تولید کرد که در آن مرکز خال‌ها سایه‌دار بود و مربع‌های کوچکی درون خشت‌ها و گشنیزها قرار داشت.

روش‌های دیگری هم برای این کار استفاده شده است، مثلاً تغییر ترتیب نمایه‌ها یا سایه‌دار کردن گوشه‌های ورق‌ها.

## پوکر

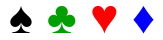
ورق چهار رنگ بازی پوکر

یک دسته‌ورق چهاررنگ برای پوکر با پیک‌های سیاه، دل‌های قرمز، گشنیزهای سبز و خشت‌های آبی توسط مایک کارو طراحی و تبلیغ شد. این دسته ورق در سال ۱۹۹۲ در مسابقات فینال پوکر جهانی او معرفی شد. طراحی اولیه او موفق نبود، زیرا بازیکنان با دیدن رنگ‌های جدید غافلگیر شدند. تور جهانی پوکر از همان رنگ‌های ورق‌های کارو برای نمایش کارت‌های بازیکنان در تلویزیون استفاده می‌کند تا در صفحه‌های کوچک، کارت‌ها بهتر دیده شوند.
دسته ورق‌های چهاررنگ در پوکر آنلاین هم محبوبیت پیدا کرده‌اند، زیرا هر بازیکن می‌تواند طرح مورد علاقه خود را انتخاب کند و رنگ‌های مختلف به تشخیص راحت‌تر خال‌ها کمک می‌کنند، به خصوص در صفحه‌های کوچک و وقتی که بازیکنان همزمان چند میز بازی می‌کنند.